# Virescência
Virescência é o desenvolvimento anormal da pigmentação verde em partes de plantas que normalmente não são verdes, como brotos ou flores (nesse caso, é conhecida como virescência floral). A virescência está intimamente associada à filodia (o desenvolvimento anormal das partes das flores nas folhas) e à vassoura-de-bruxa (o crescimento anormal de uma densa massa de brotos a partir de um único ponto). São frequentemente sintomas da mesma doença que afeta as plantas, geralmente aquelas causadas por fitoplasmas. O termo clorantina também é às vezes usado para virescência floral, embora seja mais comumente usado para filodia.
O termo foi cunhado por volta de 1825, do latim virescere, "tornar-se verde". No idioma inglês, o termo virescente também pode se referir a verdura (cf. verdejante).